# HMS Duncan (D37)
El HMS Duncan (D37) es uno de los seis destructores Tipo 45 de la Royal Navy. Fue colocada su quilla en 2007, fue botado su casco en 2010 y fue asignado en 2013.

## Construcción
El HMS Duncan es el último de los seis destructores Tipo 45 construidos por BAE Systems Surface Ships. Fue colocada su quilla en 2007, fue botado su casco en octubre de 2010 y fue asignado en septiembre de 2013.

## Historia de servicio
Este buque inició un refit en 2020 y la marina estima su vuelta al servicio para fines de 2022.